# Gniewieńszczyzna
Gniewieńszczyzna (biał. Гневяншчына) – wieś na Białorusi, położona w obwodzie grodzieńskim w rejonie grodzieńskim w sielsowiecie kopciowskim.
W latach 1921–1939 należała do gminy Kuźnica w ówczesnym województwie białostockim.